# 诺曼·布勒克尔
诺曼·布勒克尔（德語：Norman Bröckl，1986年8月22日—），德国男子皮划艇运动员。他曾代表德国参加2008年和2012年夏季奥林匹克运动会皮划艇比赛，其中2008年奥运会获得一枚铜牌。